# Rhacophorus reinwardtii
Rhacophorus reinwardtii és una espècie de granota que viu a la Xina, Indonèsia, Laos, Malàisia, Tailàndia, Vietnam i, possiblement també, a Brunei i Myanmar.
Està amenaçada d'extinció per la pèrdua del seu hàbitat natural.